# Saint-Dié-des-Vosges
Saint-Dié-des-Vosges (wymowaⓘ) – gmina we Francji, w regionie Grand Est, w departamencie Wogezy.
Według danych na rok 1990 gminę zamieszkiwało 22 635 osób, a gęstość zaludnienia wynosiła 490 osób/km² (wśród 2335 gmin Lotaryngii Saint-Dié plasuje się na 8. miejscu pod względem liczby ludności, natomiast pod względem powierzchni na miejscu 14.).

## Interesujące miejsca
- Katedra
- Krużganek
- Kościół św. Marcina
- Muzeum Pierre-Noël

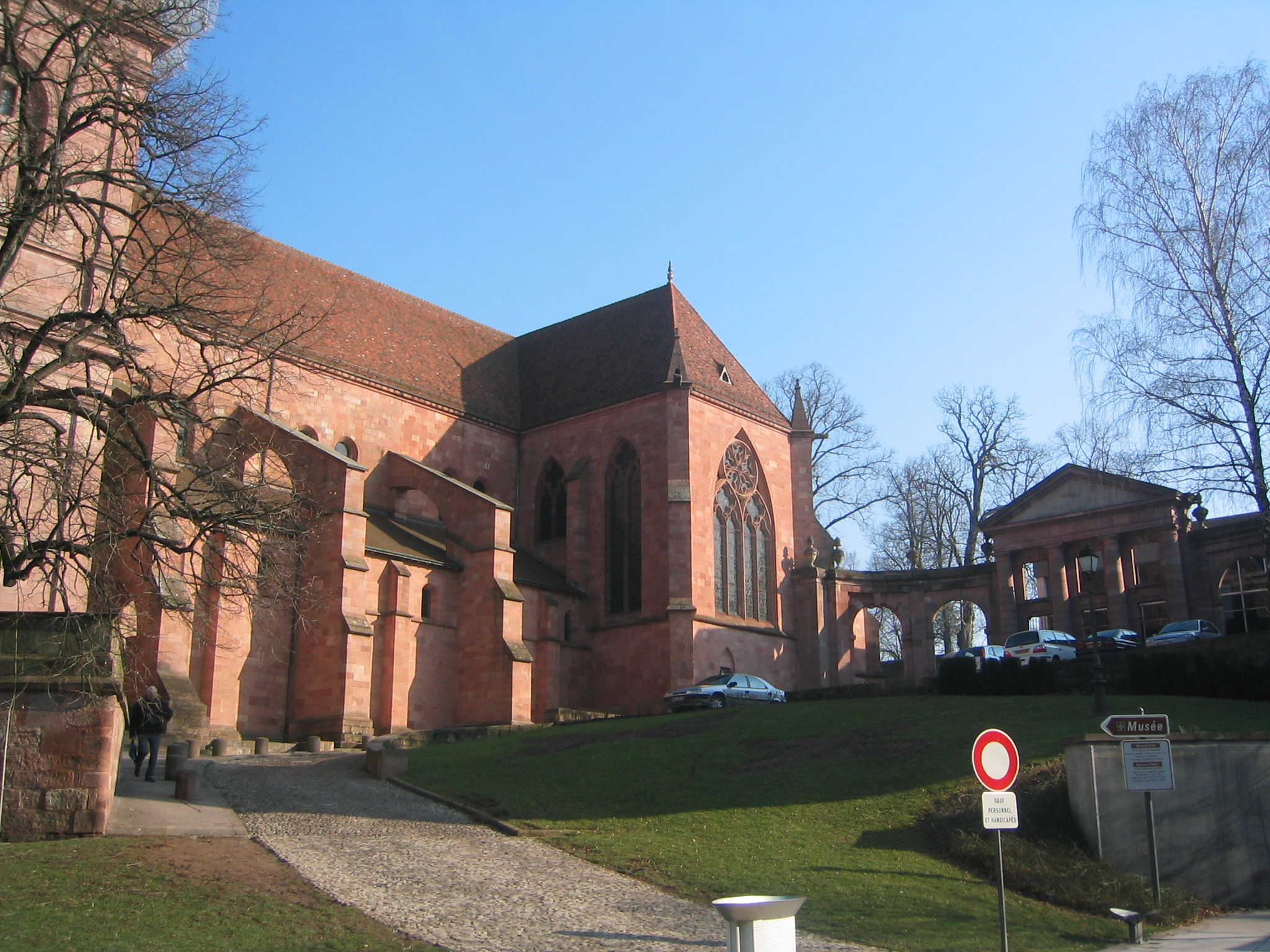
Katedra

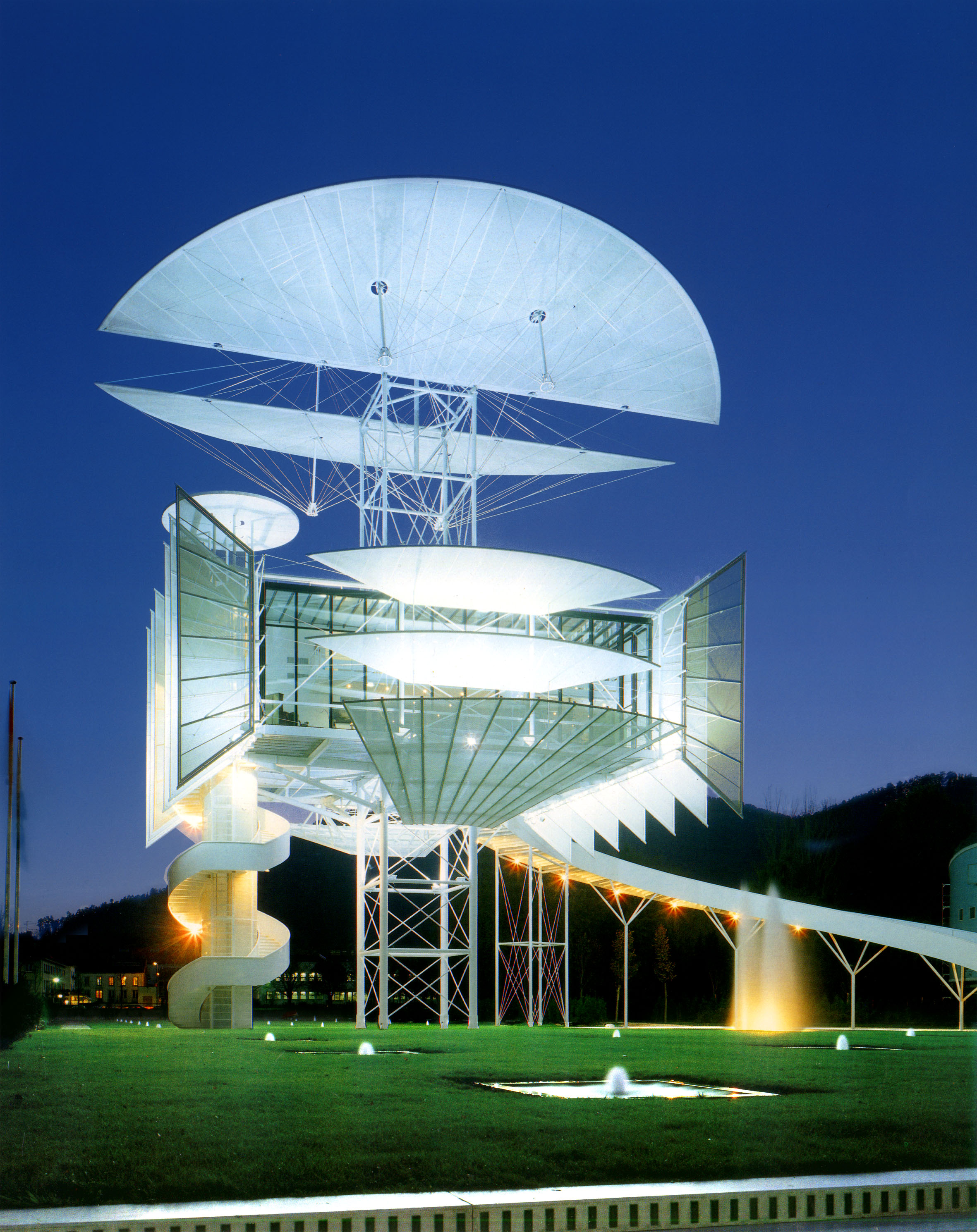
Wieża Wolności, Nicolas Normier i Jean-Marie Hennin, Saint-Dié (pierwotnie w Paryżu z okazji 200. rocznicy wybuchu rewolucji francuskiej)

- Wieża Wolności (fr. Tour de la Liberté) – architekci Nicolas Normier i Jean-Marie Hennin (1989)
- Fabryka Claude et Duval – architekt Le Corbusier (1948-1951)
- Skała Św. Marcina
- Pozostałości celtyckie (fr. Camp celtique de la Bure)

## Uczelnie

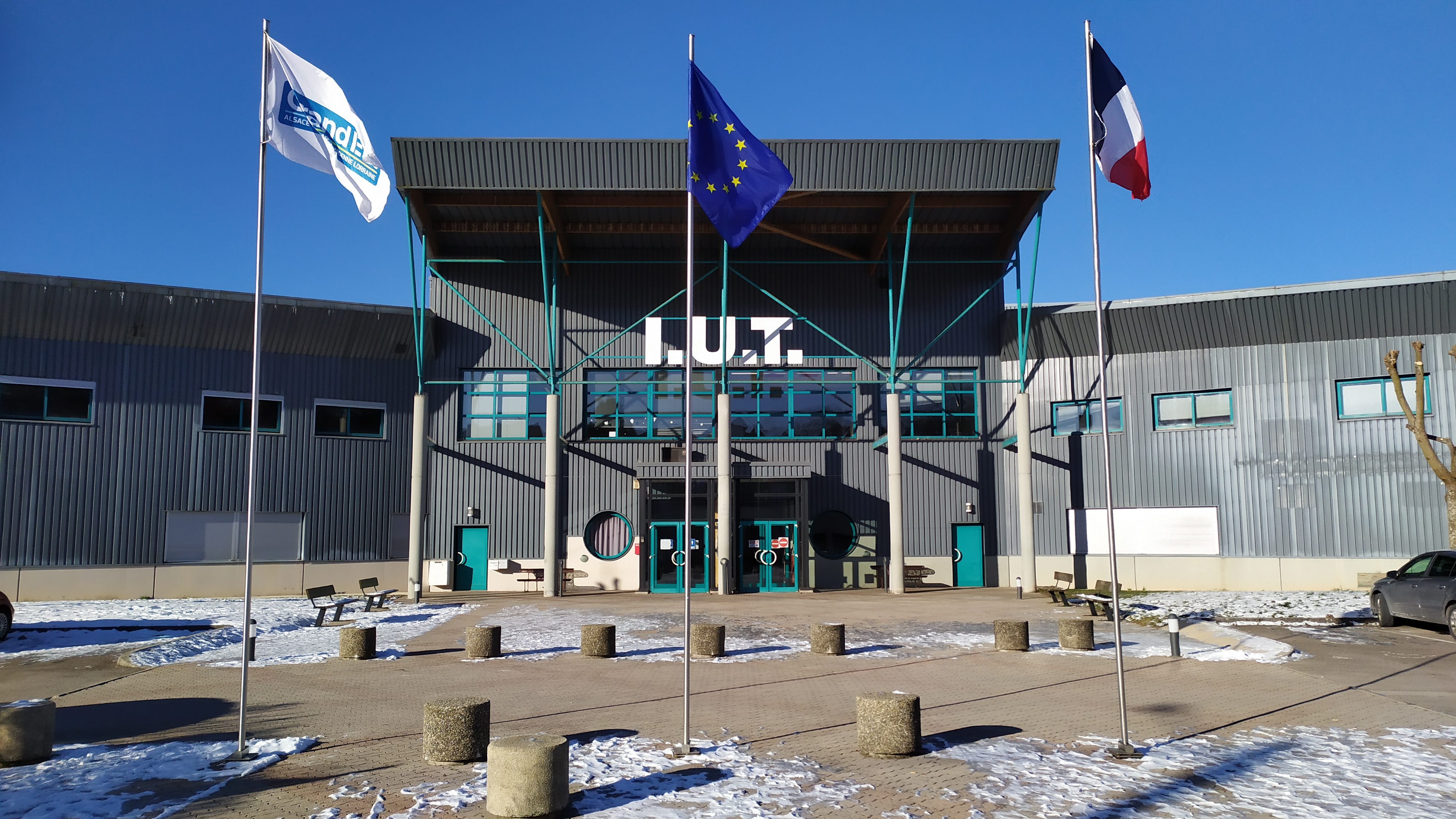
Saint-Dié-des-Vosges – Instytut Technologii

Uniwersytet Henri Poincaré – IUT (Institut Universitaire de Technologie)
- Automatyka
- Elektryczność
- Elektronika
- Informatyka
- Grafika komputerowa
- Internet
- Komunikacja
- Media

## Imprezy, wydarzenia
- Co roku w październiku odbywa się Międzynarodowy Festiwal Geografii (FIG).

## Współpraca
Miejscowości partnerskie:
- Arlon, Belgia
- Cattolica, Włochy
- Crikvenica, Chorwacja
- Friedrichshafen, Niemcy
- Lorraine, Kanada
- Lowell, Stany Zjednoczone
- Meckhe, Senegal
- Zakopane, Polska